# Množična grobišča v Mariboru
Množična grobišča v Mariboru so v Mariboru nastala med in takoj po koncu druge svetovne vojne. Tri znana množična grobišča v samem Mariboru in še šest množičnih grobišč v neposredni mariborski okolici so nekatera največja znana množična grobišča v Evropi.

## Ozadje
Ob koncu druge svetovne vojne je bil Maribor najbolj opustošeno večje mesto v Jugoslaviji.
Preostanek nemško govorečega prebivalstva, razen tistega, ki je med vojno aktivno sodelovalo z odporom, je bil po koncu vojne leta 1945 po hitrem postopku izgnano. Istočasno so bili hrvaški domobranci in njihovi sorodniki, ki so poskušali pobegniti iz Jugoslavije, pomorjeni v Pliberškem pokolu, kasneje pa so bili pokopani v množičnih grobovih.

## Seznam množičnih grobišč
Maribor je kraj več znanih množičnih grobišč iz druge svetovne vojne:
- Grobišče Spodnje Radvanje leži južno od mesta na robu gozda približno 250 m od hiše Spodnje Radvanje št. 31. Vsebuje ostanke neznanega števila trupel. Njegova lokacija je bila določena leta 2002.[6]
- Grobišče za ribnikom leži jugozahodno od mesta na mestu ribnika in obkrožajočih gozdov. V njem so posmrtni ostanki neznanih žrtev, njegova lokacija pa je bila ugotovljena leta 2002.[7]
- Grobišča Tezenski gozd 1-6 ležijo jugovzhodno od mesta v nekdanjem, 3,5 km dolgem protitankovskem jarku. Med gradnjo avtoceste leta 1999 je bilo 70 metrov jarka izkopanega, odkrili so posmrtne ostanke 1.179 žrtev, večinoma hrvaških vojakov. Sondiranje je potrdilo pokop v dolžini 981 m jarka, v katerem naj bi bili posmrtni ostanki več kot 15.000 žrtev.[8][9] Prvi grob je v gozdu Tezno v Mariboru, še pet pa jih je v Dogošah .[10][11][12][13][14][15]